# Donje Postinje
Donje Postinje falu Muć községben Horvátországban Split-Dalmácia megyében. 

## Fekvése
Split központjától légvonalban 22, közúton 40 km-re északra, községközpontjától 6 km-re északnyugatra, a Dalmát Zagora központi részén, a Moseć-hegység lábánál, az 56-os számú főút mentén fekszik. A főútról egy rövid bekötőút vezet a faluba. Településrészei Moseć Postinjski és Mačkovac.

## Története
Neve az ikavi horvát „pod stijenje” (sziklák alatt) kifejezésből származik. Egykor „Podstinje” volt a neve, ilyen alakban szerepel Didak Manola trogiri püspök egyházlátogatási okiratában a 18. század második felében. A középkorban területe a zminai plébániához tartozott. 1538-ban a közeli Neorić várának elestével török uralom alá került. A 17. század végén a ferencesek Boszniából és Hercegovinából érkezett katolikusokkal telepítették be. A 18. században már az ogorjei plébániához tartozott. 1797-ben a Velencei Köztársaság megszűnésével a település a Habsburg Birodalom része lett. 1806-ban Napóleon csapatai foglalták el és 1813-ig francia uralom alatt állt. Napóleon bukása után ismét Habsburg uralom következett, mely az első világháború végéig tartott. A falunak 1857-ben 289, 1910-ben 319 lakosa volt. Az első világháború után rövid ideig az Olasz Királyság, ezután a Szerb-Horvát-Szlovén Királyság, majd Jugoszlávia része lett. A második világháború idején olasz csapatok szállták meg. A háború után a település a szocialista Jugoszlávia része lett. 1991-től a független Horvátországhoz tartozik. Lakossága 2011-ben 78 fő volt, akik 1982 óta a crivac-ramljanei plébániához tartoztak.

## Lakosság
| Lakosság változása | Lakosság változása | Lakosság változása | Lakosság változása | Lakosság változása | Lakosság változása | Lakosság változása | Lakosság változása | Lakosság változása | Lakosság változása | Lakosság változása | Lakosság változása | Lakosság változása | Lakosság változása | Lakosság változása | Lakosság változása |
| ------------------ | ------------------ | ------------------ | ------------------ | ------------------ | ------------------ | ------------------ | ------------------ | ------------------ | ------------------ | ------------------ | ------------------ | ------------------ | ------------------ | ------------------ | ------------------ |
| 1857               | 1869               | 1880               | 1890               | 1900               | 1910               | 1921               | 1931               | 1948               | 1953               | 1961               | 1971               | 1981               | 1991               | 2001               | 2011               |
| 289                | 261                | 266                | 254                | 265                | 319                | 319                | 466                | 403                | 369                | 336                | 217                | 187                | 96                 | 104                | 78                 |

## Nevezetességei
A Havas Boldogasszony tiszteletére szentelt római katolikus temploma a 17. század végén a török uralom alóli felszabadulás után, eredetileg fából épült. Ez azonban hamar tönkrement, így 1739-ben kőből építettek új templomot. Azonban ez az épület sem bizonyult időtállónak, ezért húsz lépéssel a hegy felé építették fel a mai templomot. Először harangtorony nélküli épület volt, csak 1770-ben került a homlokzat csúcsára a harangtorony. Az épület mai formáját 1885-ben nyerte el. Homlokzatán a bejárat mellett két kis ablak, felette rózsaablak látható. Az apszisban helyezkedik el a főoltár a Szűzanya Tirolban faragott szobrával. A hajóban két, kisebb márványoltár áll, a Gyógyító boldogasszony és Jézus szíve tiszteletére szentelve. Liturgikus tárgyai közül említésre méltó egy 18. századi ezüst velencei körmeneti kereszt és egy régi, fából faragott feszület. A templom körül található a falu temetője.